# Коростелёва, Наталья Сергеевна
Ната́лья Серге́евна Коростелёва (4 октября 1981, Чусовой, Пермская область) — российская лыжница, член сборной команды России по лыжным гонкам, бронзовый призёр олимпийских игр в Ванкувере 2010 года.

## Семья
Родители Натальи, Сергей Геннадьевич и Алевтина Анатольевна Мориловы — пермские тренеры по лыжным гонкам. Брат Натальи, Николай Морилов, также член сборной команды России по лыжным гонкам. Была замужем за лыжником, позднее биатлонистом Павлом Коростелёвым, у них растёт сын Савелий. Сейчас Наталья и Павел в разводе.
Кроме того, Наталья воспитывает двух сыновей от второго брака с Евгением Уфтиковым — Льва и Андрея.

## Карьера
Дебютировала на международном уровне в декабре 2001 года в гонке ФИС в Красногорске. Бронзовый призёр чемпионата мира 2003 года в Валь ди Фиемме в эстафетной гонке 4х5 км. Победитель и неоднократный призёр этапов Кубка мира. Бронзовый призёр Олимпиады-2010 в Ванкувере в спринтерской эстафете вместе с Ириной Хазовой.
Приняла участие в соревнованиях по лыжным гонкам в рамках зимних Всемирных военно-спортивных игр 2010 года, где выиграла единственную из проводившихся среди лыжниц гонок — на 10 км вольным стилем.
Воинское звание — старший лейтенант (2017).

## Статистика выступлений в кубке мира
| Результат        | Спринт | Дистанция | Командные гонки | Всего |
| ---------------- | ------ | --------- | --------------- | ----- |
| 1 место          | 1      | -         | 1               | 2     |
| 2 место          | 2      | 2         | 2               | 6     |
| 3 место          | 2      | -         | 3               | 5     |
| Топ-10           | 11     | 9         | 21              | 41    |
| Участие в гонках | 59     | 68        | 27              | 154   |

## Интересные факты
На Олимпийских играх 2010 года в Ванкувере Наталья Коростелёва и её младший брат Николай Морилов выиграли бронзовые медали в женском и мужском командном спринте свободным стилем в один день, более того — Морилов выиграл свою медаль спустя всего лишь полчаса после успеха сестры.

## Награды и звания
- Медаль ордена «За заслуги перед Отечеством» II степени (5 марта 2010 года) — за большой вклад в развитие физической культуры и спорта, высокие спортивные достижения на Играх XXI Олимпиады 2010 года в Ванкувере[2]
- Заслуженный мастер спорта России (2010)[3]